# OstWest
OstWest ist ein privater Fernsehsender, der sich als „europäischer Informationssender“ positioniert und von Berlin-Charlottenburg aus an russischsprachiges Publikum sendet. Seit 2023 ist Ruslan Dergalov Chefredakteur des Fernsehsenders. Der Sender wurde durch Arbeit von Maria Makeeva berühmt, die zuvor stellvertretende Chefredakteurin des russischen Senders Doschd war. Peter Tietzki ist Hauptgeschäftsführer.
OstWest wurde 1996 als RTVD OstWest von dem aus der Sowjetunion stammenden Unternehmer Peter Tietzki und seiner Frau Ljudmila gegründet.

## Geschichte
Der Sender wurde 1996 unter dem Namen RTVD OstWest von dem Unternehmer Peter Tietzki und seiner Frau Ljudmila (deutsch: Ludmilla) gegründet – damals noch als Berliner Stadtfernsehen und für die russischsprachige Bevölkerung in den neuen Bundesländern. Von 2002 bis 2015 produzierte der Sender Inhalte für den Fernsehsender RTVi in Deutschland. Nachdem bei RTVi zunächst der Inhaber wechselte und sich in der Folge die inhaltliche Ausrichtung änderte, trennten sich die beiden Partner. In der Folge wurde aus RTVD wieder ein eigenständiger Kanal, der heute nicht nur in Deutschland (als Teil des „russischen Pakets“ bei den größten Kabelanbietern), sondern auch in Österreich und der Schweiz sendet. 2018 wurde der Sender in Ostwest umbenannt, um sich als unabhängiger Sender besser vom russischen Staatssender mit dem ähnlichen Namen RT abzugrenzen. OstWest spiegelt sowohl die Berliner Lokalgeschichte des Senders wider, als auch die allgemeine Konzeption des Senders: Europäische Nachrichten und Sendungen für ein russischsprachiges Publikum. Seit 2018 sendet OstWest im Empfangsgebiet auf die Ukraine und das Baltikum.
Im April 2022 erhielt OstWest den mit 20.000 Euro dotierten Förderpreis des Deutschen Nationalpreises. Gewürdigt wurde, dass OstWest einer der wenigen Sender in russischer Sprache sei, der noch unabhängig und kritisch berichtet.
Der Journalist Boris Reitschuster hatte eine eigene Sendung bei OstWest, in der er z. B. 2018 Sergej Filbert interviewte.
Die Journalisten Karèn Shainyan und Michail Sygar arbeiten für den Fernsehsender OstWest, Michail Sygar arbeitete 2022–2023 mit OstWest zusammen. Karèn Shainyan wurde von den russischen Behörden in die Liste der ausländischen Agenten aufgenommen. Während des Krieges in der Ukraine veröffentlichte Karèn Shainyan seinen Film auf dem Fernsehsender OstWest über das russische Militär aus der Region Burjatien in der Ukraine.
OstWest betreibt zwei YouTube-Kanäle, den Hauptkanal OstWest und Za Granyu („Jenseits der Grenzen“). Sie richten sich an Zuschauer in Russland. Im Jahr 2022 erzielten die YouTube-Kanäle über 17 Millionen Aufrufe.

## Sendungen
OstWest sendet 24 Stunden am Tag und verfügt über zwei Studios in Berlin. Derzeit hat der Sender in Deutschland 300.000 Abonnenten. Der Kanal finanziert sich über die Abo-Gebühren. Der Sender ist Partner von «Reporter ohne Grenzen» und «Svoboda project» — Projekt sind die OstWest Inhalte 61 Millionen Haushalten in Europa und 4,5 Mio. Haushalten in der Russischen Föderation technisch zugänglich (Eutelsat). In YouTube hat OstWest TV monatlich 2,5 Mio. Aufrufe.
| Titel                                             | Beschreibung | Moderator                                            |
| ------------------------------------------------- | --- | ---------------------------------------------------- |
| Hauptnachrichten Digest News jeden Tag um 19 Uhr. | Die wichtigsten europäischen, in erster Linie deutschen Nachrichten.                                            | Vladislav Ivanov, Konstantin Hackethal, Anton Trigub |
| Land und Leute                                    | Einmal wöchentlich erörtert die Talkshow die drängendsten Fragen der russischsprachigen Diaspora in Deutschland | Maria Volkova                                        |
| Za Granyu                                         | Wie Russland und das Leben der Menschen in Russland während des Krieges verändern.                              | Karèn Shainyan                                       |
| Pryamaya liniya                                   | Streams über die wichtigsten Ereignisse der Woche.                                                              | Ruslan Dergalov, Anton Trigub, Vladislav Ivanov      |
| Reportazhi                                        | Analyse wichtiger politischer Diskussionen.                                                                     | Vladislav Ivanov, Anton Trigub                       |

## Auszeichnung
- Juni 2022: Hanns-Joachim-Friedrichs-Preis
- April 2022: Förderpreis des Deutschen Nationalpreises

## Filme
Unter der Regie von Dominik Wessel und Carl Gierstorfer entstand 2024 über die Arbeit von OstWest der Dokumentarfilm Mit Fakten gegen Putins Propaganda. Der Film zeigt die Arbeit der Investigativ-Redaktion Schemes der ukrainischen Abteilung von Radio Free Europe/Radio Liberty und begleitet Anton Trigub, einen Journalisten von OstWest.